# (1147) Stavropolis
(1147) Stavropolis ist ein Asteroid des Hauptgürtels, der am 11. Juni 1929 vom russischen Astronomen Grigori Nikolajewitsch Neuimin in Simejis entdeckt wurde.
Der Asteroid ist nach der russischen Stadt Stawropol benannt.